# 웨스트햄 파크

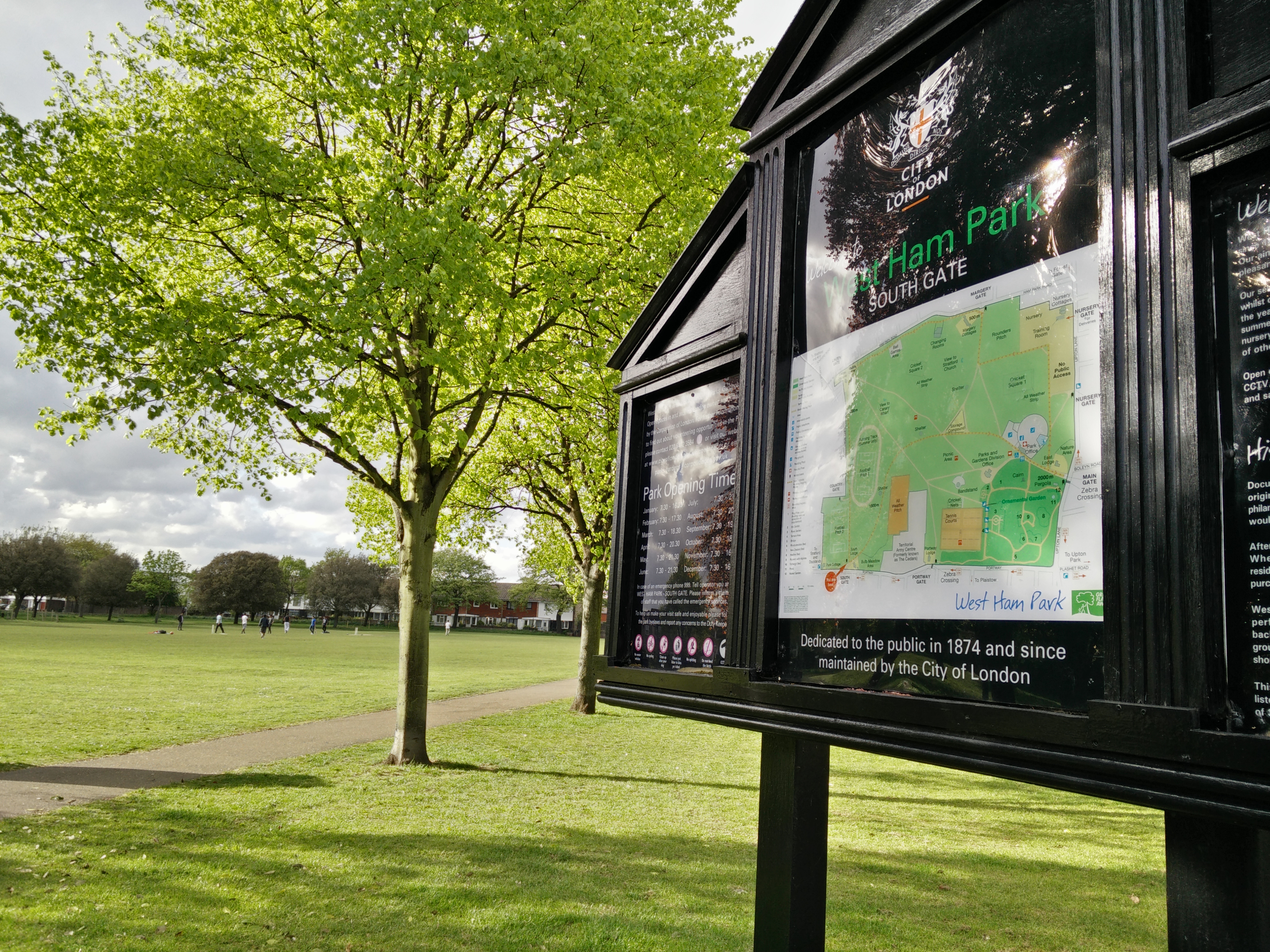

웨스트햄 파크(West Ham Park)는 뉴엄구의 웨스트햄에 있는 개인 소유의 공공 공원이다. 77 에이커 (31 ha), 자치구에서 가장 큰 공원으로 1874년부터 시티오브런던 법인에서 관리하고 있다.